# ماسال (مقاطعة كلاردشت)
ماسال (بالفارسية: ماسال) هي قرية تقع في Kuhestan Rural District في إيران. يقدر عدد سكانها بـ 131 نسمة بحسب إحصاء 2016.